# Дуван, Исаак Эзрович
Исаа́к Э́зрович Дува́н (Дуван-Торцов; 7 [19] февраля 1873, Евпатория, Таврическая губерния — 27 сентября 1939, Париж) — актёр, театральный режиссёр

 и антерпренёр. По происхождению караим.
Как артист придерживался лучших традиций русского классического театра и отличался в своей игре большим благородством тона, несмотря на комический и бытовой характер своего репертуара.

## Биография
Родился и вырос в известной караимской семье: отец — общественный деятель и филантроп Эзра Исаакович Дуван. Брат — Дуван Семён Эзрович, городской голова Евпатории. Дед — Сима Соломонович Бобович, первый гахам крымских караимов.
Первоначальное образование получил в евпаторийской прогимназии и затем в симферопольской гимназии. В 1896 году окончил юридический факультет Киевского университета, а спустя три года стал старшим кандидатом при киевской судебной палате. Но адвокатская карьера не манила Исаака Эзровича, ибо с ранней молодости его манила сцена.

## Театр
Увлечение театром у Исаака Эзровича началось со школьной скамьи. Поступив в университет, участвовал в спектаклях Киевского драматического общества, в течение двух сезонов играл на сцене киевского железнодорожного театра. В 1901 году он был приглашен в драматическую труппу Н. Н. Соловцова, у которого прослужил два сезона в Одессе и Киеве.
В 1904 году Исаак Эзрович снял городской театр в Вильне, одновременно занялся постановкой спектаклей в виленском народном театре. В 1905 году перенёс свою деятельность в Киев, где состоял антрепренёром в театре киевского общества грамотности, а с 1906 года одновременно работал в театре Соловцова.

### Работа в Киевском театре
И. Э. Дуван состоял преподавателем в драматической школе киевского общества искусства и литературы. Его амплуа — комик-резонёр. Лучшие и любимые его роли: Городничий («Ревизор» Н. В. Гоголя), Подколёсин («Женитьба»), Фамусов («Горе от ума» А. С. Грибоедова), Расплюев («Свадьба Кречинского» А. В. Сухово-Кобылина), большинство героев А. Н. Островского

### Работа в Московском Художественном театре
Журналы и газеты («Русские ведомости», «Рампа и жизнь», «Московские ведомости», журнал «Театр и искусство», выходивший в Санкт-Петербурге) сообщали: «В труппу Художественного театра на будущий сезон […] приглашен […] антрепренёр Киевского театра „Соловцов“ г. Дуван-Торцов».
В сезоне 1912—1913 годов И. Э. Дуван-Торцов сыграл несколько ролей: Короткова («Живой труп»), Ступендьева («Провинциалка»), Хлеба («Синяя птица»), Михаила Головина («Царь Фёдор Иоаннович»), Беральда («Мнимый больной»), где его партнером был сам патриарх русской сцены К. С. Станиславский.
В 1913 году в театре был восстановлен спектакль «У жизни в лапах» К. Гамсуна. Несколько актёров были введены в новую постановку, в их числе и И. Э. Дуван-Торцов — он исполнял маленькую роль кузена Теодора.

Период жизни в МХТ оказался непродолжительным. В 1914 году Исаак Эзрович завершил свою деятельность в Художественном театре. В. Шверубович, сын актёра Василия Качалова, в своей книге «О старом Художественном театре» так вспоминает о нём:
…И. Э. Дуван-Торцов вступил в труппу МХТ. Играл он очень мало и держал себя чрезвычайно скромно, даже робко. Я помню его в крошечной роли кузена Теодора (У жизни в лапах) и Хлеба (Синяя птица) и во Второй студии, где он в очередь с Аслановым играл в «Зеленом кольце» роль отца Финочки. После революции он каким-то образом оказался в Софии, где его пригласили на должность главного режиссёра драматической труппы.

Решение об уходе из МХТ было непростым. В одном из своих писем, адресованных В. И. Немировичу-Данченко, он замечает: 
«Я прекрасно знаю по себе, как тяжело уходить из такого театра, как Ваш, и как много муки надо принять, прежде чем решиться на это… И до сих пор в глубине души непрестанно шевелится сомнение — надо ли было уходить!..»
В том же году Дуван-Торцова пригласили Общим руководителем в Общедоступный драматический театр в Каретном ряду. Будучи Действительным членом Императорского русского театрального общества, он подписал договор с В. П. Суходольским, который открывал с сезона 1914—1915 года в помещении Свободного театра в доме Щукина Драматический театр. Но продлился договор всего 1 год и 4 месяца, затем была II студия Художественного театра, с 1917 года Исаак Эзрович — директор киевского театра «Соловцов».

### Эмиграция
В 1919 году И. Э. Дуван выехал в Болгарию, и сыграл главные роли в фильмах «Хозяин жизни», «Хозяин и работник» (1919), «Яшка-скакун» (1919).
В 1920-х годах Дуван-Торцов работал в берлинском театре «Синяя птица» и в «Пражской группе» Московского Художественного театра, преимущественно в качестве режиссёра.
В 1933 году И. Э. Дуван-Торцов вместе с Александром Филипповичем Череповым основали Русский общенародный театр, который разместился в Русском доме. На сцене в основном была представлена классика и патриотические пьесы, а также такие спектакли как «Псиша» Ю. Д. Беляева, «Первая муха» В. А. Крылова. При этом театр обходился без какой-либо помощи.
19 ноября 1933 г. на основной сцене театра Черепова и Дуван-Торцова (в Русском доме имени императора-мученика Николая II) прошла в постановке Дуван-Торцова «Свадьба Кречинского». 20 января 1934 года Черепов ставил пьесу С. А. Найдёнова «Дети Ванюшина»; Исаак Эзрович сыграл роль Ванюшина.
19 июля 1939 года в Париже автомобиль, в котором находился Дуван-Торцов, врезался в грузовик. В тяжёлом состоянии артист был доставлен в госпиталь. Умер 27 сентября 1939 года в Париже. Похоронен на кладбище в Бийанкуре.

## Фильмография
| Год  |   | Русское название        | Оригинальное название   | Роль             |
| ---- | - | ----------------------- | ----------------------- | ---------------- |
| 1918 | ф | Хозяин жизни            | Хозяин жизни            | помещик Благов   |
| 1918 | ф | Хозяин и работник       | Хозяин и работник       |                  |
| 1921 | ф | Цирк жизни              | Zirkus des Lebens       | Сенатор Гартвич  |
| 1921 | ф | Заклеймённые            | Die Gezeichneten        | Суховерский      |
| 1924 | ф | Тарас Бульба            | Taras Bulba             | Тарас Бульба     |
| 1925 | ф | Покойный Маттиа Паскаль | Feu Mathias Pascal      | Батта Маланья    |
| 1926 | ф | 600 000 франков в месяц | 600 000 francs par mois |                  |
| 1929 | ф | Гостиничная воровка     | Souris d'hôtel          | метрдотель Жером |
| 1930 | ф | Княжеские ночи          | Nuits de princes        |                  |